# Ferdinand Piatnik

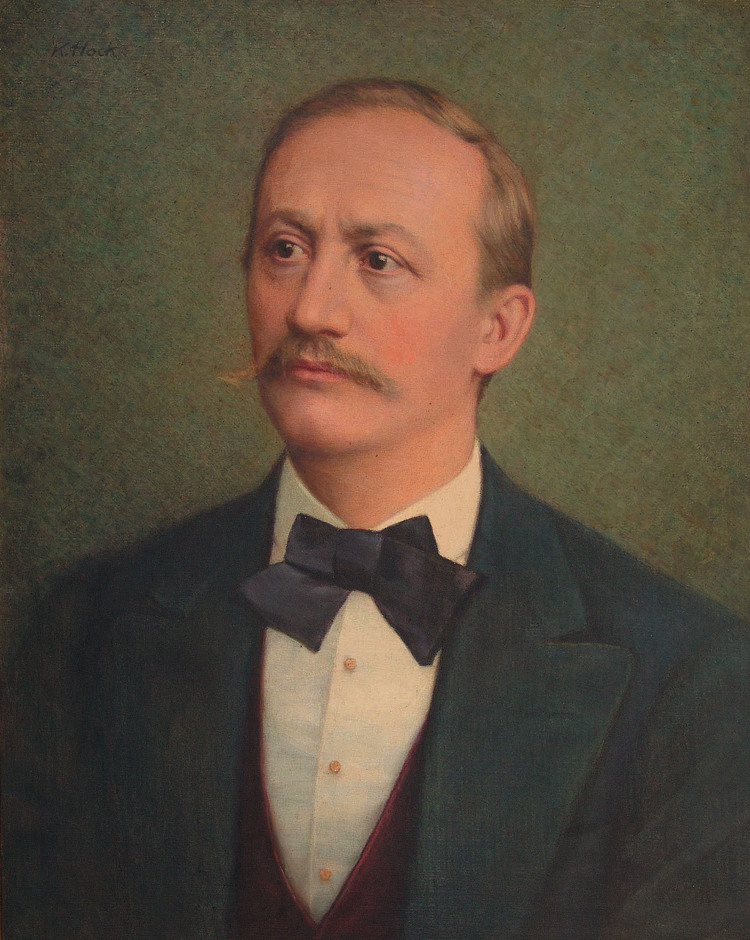
Ferdinand Piatnik I. (1819–1885)

Ferdinand Piatnik (* 14. Oktober 1819 in Ofen; †  20. Juli 1885 in Bad Vöslau) war ein österreichisch-ungarischer Kartenmaler und Gründer der Wiener Spielkartenfabrik Ferd. Piatnik & Söhne.

## Biografie
Piatnik absolvierte in Ofen (heute Budapest) eine Lehre beim Spielkartenmacher Johann Gravatz und legte 1839 die Gesellenprüfung in Preßburg ab. Durch die Walz kam er nach Wien und begann in der Kartenmacher-Werkstatt von Anton Moser (1784–1842) zu arbeiten. Nach dem Tod von Anton Moser übernahm er den Betrieb und ehelichte die Witwe. Ab 1843 firmierte der Betrieb unter Ferdinand Piatnik.
Piatnik entwickelte Spielkartenmotive wie das Wiener Veduten-Tarock mit Straßenszenen und Ansichten aus dem dritten Viertel des 19. Jahrhunderts und die sogenannten „Doppeldeutschen“ mit spiegelbildlich zueinanderstehenden Halbfiguren aus Schillers „Wilhelm Tell“, die sehr erfolgreich waren. Ab 1882 beteiligte er seine beiden älteren Söhne Ferdinand (1857–1930) und Adolf (1859–1940) am Betrieb und benannte die Firma in „Ferdinand Piatnik & Söhne“ um.